# Її уламки
«Її уламки» (англ. Pieces of Her) — американський драматичний трилер, створений Шарлоттою Стаудт за мотивами однойменного роману Карін Слотер. Прем'єра серіалу відбулася на Netflix 4 березня 2022 року.
У період з 27 лютого 2022 року по 3 квітня 2022 року серіал переглянули 227 470 000 годин у всьому світі згідно з даними топ-10 Netflix.

## Сюжет
Серіал «Її уламки» розповідає про Андреа, 30-річну жінку, яка потрапила під масовий обстріл в місцевому кафетерії. Через кілька хвилин вона стає свідком того, як її мати Лаура, з легкістю та жорстокістю позбавляється загрози. Коли Андреа починає розслідувати дії своєї матері того зловісного дня, її погляд на всі їхні сімейні стосунки змінюється. Незабаром постать матері з минулого знову з'являються, і дівчина змушена тікати. У дорозі вона намагається знайти правду, яку давно приховувала її мати.

## Актори та персонажі

### Головні
- Тоні Коллетт у ролі Лори Олівер, логопеда та хворої на рак молочної залози, яка живе в Бель-Айлі, штат Джорджія, і має темне минуле. Пізніше з'ясувалося, що її справжнє ім'я — Джейн Квеллер.
- Белла Гіткот у ролі Енді Олівер, дочки Лаури, яка повернулася, щоб піклуватися про матір
- Омарі Хардвік — Гордон Олівер, колишній чоловік Лаури та вітчим Енді
- Девід Венхем — Джаспер Квеллер, нинішній генеральний директор Quellcorp
- Джессіка Барден — Джейн Квеллер, молода Лора наприкінці 1980-х, яка була донькою могутнього генерального директора фармацевтичної компанії
- Джейкоб Скіпіо — Майкл Варгас, маршал США
- Джо Демпсі в ролі молодого Ніка Харпа, колишнього коханця Джейн і лідера терористичного угруповання «Армія світу, що змінюється» кінця 1980-х років.

### Другого плану
- Террі О'Квінн — Мартін Квеллер, засновник і колишній генеральний директор Quellcorp і батько братів і сестер Квеллерів
- Гіл Бірмінгем — Чарлі Басс, керівник програми захисту свідків Лаури
- Аарон Джеффрі — Нік (сьогодні), біологічний батько Енді, який перебував у втечах 30 років
- Калум Ворті в ролі молодого Джаспера, молодого Джаспера наприкінці 1980-х

## Список серій
| № серії | Назва серії | Режисер(и)  | Сценарист(и)                   | Оригінальна дата виходу |
| ------- | ----------- | ----------- | ------------------------------ | ----------------------- |
| 1       | «Епізод 1»  | Мінкі Спіро | Шарлотта Стаудт                | 4 березня 2022          |
| 2       | «Епізод 2»  | Мінкі Спіро | Анна Фішко                     | 4 березня 2022          |
| 3       | «Епізод 3»  | Мінкі Спіро | Шерон Гоффман                  | 4 березня 2022          |
| 4       | «Епізод 4»  | Мінкі Спіро | Ден ЛеФранк                    | 4 березня 2022          |
| 5       | «Епізод 5»  | Мінкі Спіро | Джером Херстон і Шерон Гоффман | 4 березня 2022          |
| 6       | «Епізод 6»  | Мінкі Спіро | Анна Фішко та Ден ЛеФранк      | 4 березня 2022          |
| 7       | «Епізод 7»  | Мінкі Спіро | Мішель Деніз Джексон           | 4 березня 2022          |
| 8       | «Епізод 8»  | Мінкі Спіро | Шарлотта Стаудт                | 4 березня 2022          |